# رزمایش پیامبراعظم ۹

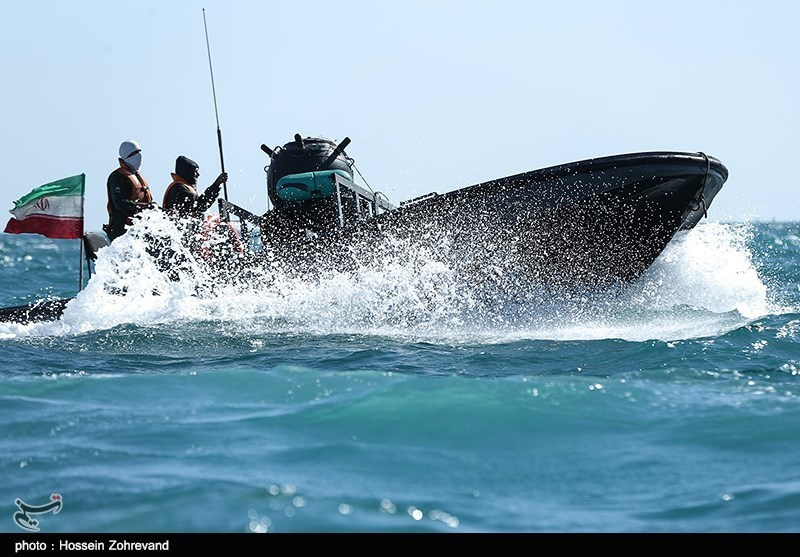
عاشورا_رزمایش پیامبر اعظم ۹، نیروی دریایی سپاه

رزمایش پیامبراعظم ۹' نام آزمایش موشکی و رزمایش جنگی سپاه پاسداران انقلاب اسلامی بود که روز ششم اسفند ماه سال ۱۳۹۳ (۲۰۱۵) به صورت یک عملیات نظامی و حمله تمرینی علیه «ماکت» ناو هواپیما بر کلاس نیمیتس در تنگه هرمز انجام شد.
در جریان رزمایش «پیامبر اعظم-۹» نیروهای سپاه از ساحل و دریا و هوا با موشک (ساحل به دریای نوع نصر) و پرتاب بمب به ماکت ناو نیمیتس حمله بردند.
در جریان رزمایش ماکت نیمیتس علی‌رغم وجود آتش‌سوزی و اصابت موشک‌های سپاه، غرق نشد.